# Sabine Sun
Sabine Sun (Antibes, 15 aprile 1933 – 13 maggio 2014) è stata un'attrice francese.

## Biografia
È apparsa in più di quaranta film a partire dal 1963. Nel 1970 è stata la protagonista del film Désirella con la regia di Jean-Claude Dague.

## Vita privata
È stata sposata dal 1973 al 1994 con il regista britannico Terence Young.

## Filmografia parziale

### Cinema
- Le Bluffeur, regia di Sergio Gobbi (1963)
- Jeff Gordon, il diabolico detective, regia di Raoul André (1963)
- Uccidete agente segreto 777 - stop (Agent Secret FX 18), regia di Maurice Cloche (1964)
- Le donne che crediamo facili (Les Strip-teaseuses), regia di Jean-Claude Roy (1964)
- Ciao Pussycat (What's New Pussycat?), regia di Clive Donner (1965)
- Agente 777 missione Summergame, regia di Riccardo Freda (1966)
- Quando c'è la salute, regia di Pierre Étaix (1966)
- Trappola per l'assassino, regia di Riccardo Freda (1966)
- Strategic command chiama Jo Walker, regia di Gianfranco Parolini (1967)
- La notte dei generali (The Night of the Generals), regia di Anatole Litvak (1967)
- Moresque - Obiettivo allucinante, regia di Riccardo Freda (1967)
- I fantastici 3 Supermen, regia di Gianfranco Parolini (1967)
- Evviva la libertà (Mister Freedom), regia di William Klein (1968)
- ...se incontri Sartana prega per la tua morte, regia di Gianfranco Parolini (1968)
- Uno sporco contratto (Hard Contract), regia di S. Lee Pogostin (1969)
- Il clan dei siciliani (Le Clan des Siciliens), regia di Henri Verneuil (1969)
- La donna scarlatta (La Femme écarlate), regia di Jean Valère (1969)
- Désirella, regia di Jean-Claude Dague (1970)
- L'amour, oui! Mais..., regia di Philippe Schneider e Franck Apprederis (1970)
- L'uomo dalle due ombre (De la part des copains), regia di Terence Young (1971)
- Las piernas de la serpiente, regia di Juan Marchal Xiol (1970)
- Joe Valachi - I segreti di Cosa Nostra, regia di Terence Young (1972)
- Le guerriere dal seno nudo, regia di Terence Young (1974)
- Inchon, regia di Terence Young (1981)
- Triplo gioco (The Jigsaw Man), regia di Terence Young (1983)
- Marathon (Run For Your Life), regia di Terence Young (1988)

### Televisione
- Les chevaliers du ciel - serie TV (1968)
- Un taxi dans les nuages - serie TV (1970)
- Les saintes chéries - serie TV (1971)
- Commissaire Moulin - serie TV (1977)